# Wolfgang Falck
Wolfgang Falck (19. srpen 1910, Berlín - 13. březen 2007, St. Ulrich am Pillersee) byl německý letecký důstojník, letecké eso druhé světové války a průkopník organizace nočních stíhacích eskader. Dosáhl 7 vítězství při cca 90 bojových vzletech.

## Vojenská kariéra
Dne 7. dubna 1931 započal Wolfgang svůj letecký výcvik na Německé škole dopravního létání (Deutsche Verkehrsfliegerschule) ve Schleißheimu. On a jeho 29 kolegů, zařazených do stejného tréninkového kurzu, získalo název Kameradschaft 31 (K 31). Ve skupině byla i taková jména jako Hannes Trautloft a Günther Lützow, pozdější letecká esa. Falck ukončil tréninkový kurz 19. února 1932 a o rok později začal navštěvovat pěchotní školu pro důstojnický výcvik, který ukončil v hodnosti poručíka (Leutnant) v říjnu 1934. V březnu 1935 se stal instruktorem na Německé škole dopravního létání. V dubnu 1936 byl povýšen do hodnosti nadporučíka (Oberleutnant) a přeřazen ke stíhací eskadře Jagdgeschwader 132 "Richthofen" v Jüterbog-Dammu. Zde zastával funkci velitele 5. letky. V červenci 1938 se stal velitelem 8. letky umístěné ve Fürstenwalde. Tato jednotka byla později přetvořena v 1. letku eskadry Zerstörergeschwader 76 a vyzbrojena letouny Messerschmitt Bf 110.
Po napadení Polska vedl svou 2./ZG 76 do boje, dosáhl 3 sestřelů polských letadel. Jednotka byla poté přeřazena do Jeveru, kde měla střežit vzdušný prostor nad místními námořními základnami. Dne 18. prosince 1939 sestřelil dva dvoumotorové bombardéry Vickers Wellington směřující na Wilhelmshaven. V únoru 1940 se nyní již kapitán (Hauptmann) Falck stal velitelem skupiny I./ZG 1 v Düsseldorfu. Tato skupina se účastnila útoku na Dánsko, při něm sestřelil dánský Fokker C.V a zaznamenal tak sedmé a zároveň poslední vítězství.
Během svého pobytu v Aalborgu nastínil komplexní taktický posudek o možnosti nočního boje stíhačů. Po účasti na dobytí Francie bylo Falckovi nařízeno generálem Albertem Kesselringem, aby svou jednotku připravil na úlohu nočního stíhání. Stal se velitelem první eskadry nočních stíhačů Nachtjagdgeschwader 1 a zůstal jím po další tři roky. V říjnu 1940 za své přispění k založení nočních stíhacích sborů obdržel rytířský kříž železného kříže. V červenci 1943 byl povýšen na plukovníka (Oberst) a přeložen ke generálnímu štábu Luftwaffe jako zástupce generála Kammhubera. Poté byl poslán do Berlína a přiřazen k velitelství Luftwaffe Střed (Luftwaffenbefehlshaber Mitte).
V červnu 1944 se stal velitelem stíhacího uskupení Jagdfliegerführer Balkan sídlícího v Pančevu. Následně byl povýšen na generála pro letecký výcvik (General Flieger-Ausbildung) , odpovědného za všechny výcvikové školy Luftwaffe. V březnu mu bylo svěřeno velení stíhacích sil v Porýní, avšak své funkce se již neujal. Byl totiž v Bavorsku zajat americkou armádou.

## Poválečný osud
Falck byl propuštěn v červnu 1945. Vystřídal mnoho zaměstnání, mezi jinými byl zaměstnán britskou armádou jako civilní důstojník ve skladech 47. královských ženistů (47th Royal Engineers). Navštěvoval večerní školu a věnoval se studiu obchodu. V roce 1961 mu bylo nabídnuto firmou North American Aviation místo leteckého poradce. V roce 1966 se stal zaměstnancem firmy McDonnell Douglas. V roce 1986 odešel do důchodu, který strávil v rakouském městečku St. Ulrich.Kde také 13.3.2007 zemřel

## Vyznamenání
- Rytířský kříž Železného kříže (01.10.1940)
- Železný kříž, I. třídy
- Železný kříž, II. třídy